# Yui Matsushita
Yui Matsushita (松下唯, Matsushita Yui), née le 25 juillet 1988 à Fukuoka, dans la préfecture de Fukuoka, au Japon, est une chanteuse, idole japonaise qui a fait partie du groupe de J-pop SKE48 jusqu'en 2011.